# Clara Munck
Clara Schloemer Munck, född Christensen 22 december 1914 i Köpenhamn, död 15 april 1984 i Frederiksberg, var en dansk politiker för Det Konservative Folkeparti. Hon var ledamot i Landstinget 1953, folketingsledamot 1960-1973 och ledamot samt rådman i Frederiksbergs kommunfullmäktige 1946-1981. Hon var riddare av Dannebrogsorden från 1968 och från 1979 riddare av 1:a graden.
Clara Munck var dotter till detaljhandlaren Christian Theodor Christensen (1872-1925) och Anna Catharina Margaritha Schloemer (1885-1951). Hon tog realexamen från franska skolan i Østerbro 1931 och utbildade sig sedan till kontorist. Hon gick med i Konservativ Ungdom (KU) 1933 och var vice ordförande för förbundets Köpenhamnsavdelning (1937-1938) och vice ordförande i riksförbundet (1939-1941). Hon var KU:s representant i partiets kvinnoförbund (1940-1946).
Munck blev invald i Frederiksbergs kommunfullmäktige 1946, ett mandat hon innehade till 1981. Från 1946 var hon ledamot i socialnämnden och från 1951 dess ordförande. Från 1958 var hon även ledamot i kommunens finansnämnd. Perioden 1951-1954 och 1958-1978 var hon rådman för den sociala förvaltningen i kommunen. Under dessa perioder företogs bl.a. utbyggnader av kommunens barnomsorg, äldreboenden och sjukhus. Hon blev vald till ledamot i Landstinget, den danska riksdagens första kammare, 1953 men senare samma år avskaffades den. Hon blev vald till Folketinget 1960 och var bl.a. ledamot av socialutskottet och finansutskottet (1968-1973). I det senare utskottet satt även Grethe Philip och Ritt Bjerregaard och tillsammans var de bland de första kvinnliga ledamöterna i finansutskottet. I socialutskottet deltog Munck bl.a. i utredningarna kring offentlig omsorg (1961) och den socialdemokratiska regeringens förslag om invalid- och folkpension (1963-1964). Hon förlorade sitt mandat i Folketinget 1973. Hon fortsatte sina uppdrag i Frederiksbergs kommunfullmäktige till sin avgång 1981.
Munck hade även ett visst kvinnopolitiskt engagemang och var bl.a. ordförande för Dansk Kvindesamfund i Frederiksberg (1966-1968) och ordförande i Frederiksberg Husmoderforening (1960-1965).